# The Hippy Boys
Pour les articles homonymes, voir Hippie (homonymie).
The Hippy Boys est un groupe jamaïcain de rocksteady et reggae créé en 1968 par Lloyd Charmers. Les frères Aston 'Family Man' et Carlton Barrett (futurs Upsetters puis Wailers), cherchant à se faire une place dans le business musical, intègrent le groupe par la suite aux postes de bassiste et batteur.
Le groupe est souvent confondu avec les Upsetters pour la raison suivante : quand la chanson Return of the Django devint un hit en Angleterre, Lee Perry et sa bande furent invités pour une tournée de six semaines (une première pour un groupe de reggae). Cependant, pour des raisons d'emploi du temps, les Upsetters originaux furent empêchés, et Perry dut monter un nouveau groupe. Les Hippy Boys devinrent les nouveaux Upsetters.
Le groupe incluait le guitariste Alva "Reggie" Lewis, l'organiste Glen Adams, et les frères Aston "Family Man" Barrett et Carlton Barrett à la rythmique. Max Romeo a aussi accompagné le groupe.